# Jean Rousson
Jean Rousson, est un prêtre séculier et écrivain français du XVIIe siècle, mort le 28 septembre 1630 à Chantenay.

## Biographie

### Origine et parcours
Issu d'une famille notariale d'Arquenay, il fut emmené en 1581 par Julienne d'Arquenay à son château de Rambouillet pour y prendre soin de l'éducation de Charles d'Angennes. On le pourvut alors de la chapelle d'Hauteville, et sans doute à l'expiration de son préceptorat en 1587, du prieuré de Thorigné-en-Charnie. Il demeurait à Saint-Denis-d'Orques, peut-être comme vicaire, quand, en 1595, il obtint la cure de Chantenay, toujours par l'influence de Charles d'Angennes, qui était alors seigneur temporel de la paroisse, écrit Ansart.

### Le religieux et l'éducation
Jean Rousson fut un curé modèle, estimé des grands, aimé de tous. Il fonda une école où se formèrent de nombreux ecclésiastiques qui firent une couronne à sa vieillesse. Lui-même s'est peint dans ses fonctions de magister, ne prenant aucun salaire, acceptant les petits présents qu'on lui offrait, refusant tout autre bénéfice que sa cure. Jean Rousson dota cette école du lieu de la Minotière, par affection pour sa paroisse et pour demeurer en participation des prières des jeunes enfans néz et à naistre.
Après 22 ans de ministère, il démissionna en faveur de son neveu, se retorant dans une maison qu'il avait fait construire et où il cultiva les lettres et les fleurs pendant 12 ans encore.

### Les ouvrages
Le premier ouvrage qu'il publia en 1619, mais préparé depuis longtemps sans doute, car l'approbation d'Olivier de Cuilly est datée du 18 janvier et celle de François Masson, prieur des Dominicains de Laval du 18 novembre 1618, porte pour titre : Le jardin d'honneur de la Vierge Marie où se cueillent les fruits de la vie de J.-C. et de la sainte Vierge. Avant de paraphraser ainsi le rosaire, Rousson en avait implanté la dévotion dans sa paroisse ; il avait fait construire sous ce vocable, dans le cimetière, une chapelle qu'il dota.
Jean Rousson fit aussi des vers ; il fut même assez bon poète. On trouve de très bonnes pièces dans le Recueil des chansons spirituelles, avec les airs notés sur chacune d'icelles

### Dialogue de trois vignerons du Maine
Mais quoique de petit format, l'ouvrage du curé de Chantenay le plus marquant, le plus hardi, le plus personnel et qui eut aussi le meilleur succès, fut le Dialogue de trois vignerons du pays du Maine sur les misères de ce temps, les devoirs et la conduite des ecclésiastiques.
C'est une verte satire, où l'un des personnages parle le patois manceau, contre la simonie, l'insouciance et les désordres d'une partie du clergé. Jean Rousson ne la signa que d'un pseudonyme transparent : Jean Sousnor, sieur de la Nichilière.
Le sieur de la Nichilière exprimait à sa manière le désir universel d'une réforme dans le clergé, déjà commencée d'ailleurs, et que Saint Vincent de Paul, Jean-Jacques Olier et autres procurèrent efficacement.

### La fin
Le 28e jour du mois de septembre (1630), deffunct vénérable et discret maistre Jean Rousson, prestre rendit son âme entre les mains divines et le lendemain fut inhumé dans la chapelle du Rosaire, au grand cimetière de Chantenay. René Rousson, son neveu, curé de Beaumont-Pied-de-Bœuf, fonda aussi un collège dans sa paroisse.

## Source
« Jean Rousson », dans Alphonse-Victor Angot et Ferdinand Gaugain, Dictionnaire historique, topographique et biographique de la Mayenne, Laval, A. Goupil, 1900-1910 [détail des éditions] (BNF 34106789, présentation en ligne)